# The Long Lane
The Long Lane (довга дорога) — середньовічна і сучасна назва римської дороги, яка лежить на захід від Дервенту, римської фортеці і Вікуса в околицях сучасного Дербі, і проходить через Дербішир до Рочестера (де було римське поселення). Звідси і далі ця дорога вже не має назви «The Long Lane» і тягнеться через Стрейтфордшір до Честертону.

## Літратура
- «Roman Antiquities [Архівовано 12 липня 2014 у Wayback Machine.]» in Daniel Lysons, Samuel Lysons, Derbyshire: a general and parochial history of the county (Magna Britannia. 1817) pp. 203—218
- M. Brassington, «The Roman roads of Derby» in Derbyshire Archaeological Journal vol. 101 (1981) pp. 88-92
- Ivan D. Margary, Roman Roads in Britain. 3rd ed. London: John Baker, 1973. ISBN 0-212-97001-1